# Арибал
Арибалът е малък, сферичен древногръцки съд за благовонни масла, използван през античността.
Изработва се от метал, глина или стъкло. Често се използва за ароматизиране, особено от спортистите или в баните. Произлиза от кълбовидния наливник за вино ойхоное от геометричния стил (XIX век пр.н.е.) Развива отличителната си форма в ранния протокоринтски стил през 8-и век пр.н.е.
От множеството арибали, които са открити, може да се проследи еволюцията му от кръгла, през яйцевидна, заострена и накрая до кълбовидна форма.
Кръглият коринтски тип има широко, подобно на диск устие, често почти съответстващо на обиколката на съда, и една малка дръжка. По-късните арибали имат камбановидно устие, две дръжки с леки издатини в основата и плоско дъно. Шията е висока и понякога е без дръжки.